# Julius Hennicke

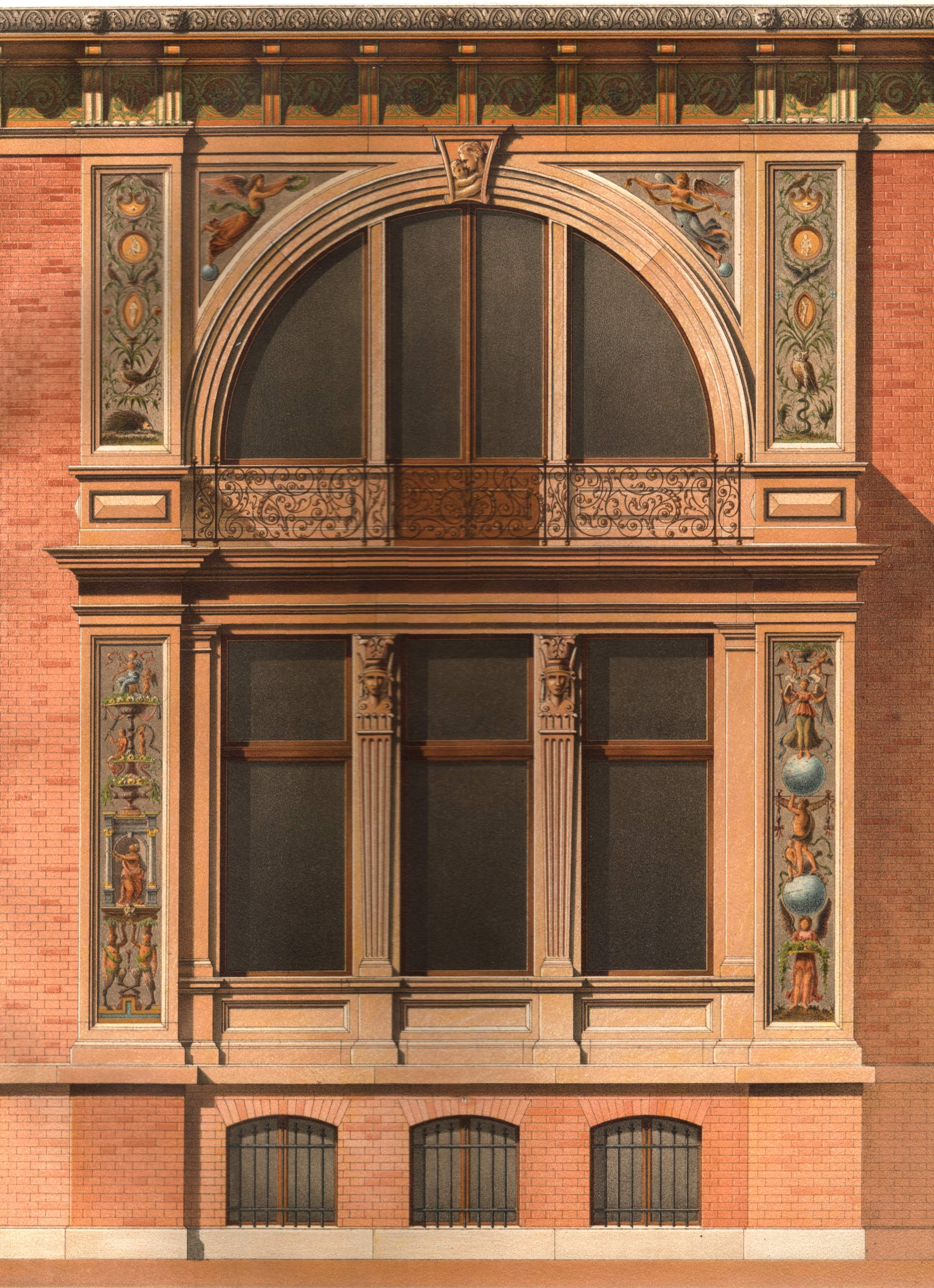
Das Wohnhaus des Architekten, die Villa Hennicke an der Rauchstraße 19 in Berlin (zerstört) – Mittelteil der Hauptfassade, die Füllungen nach Raffael in venetianischem Mosaik ausgeführt

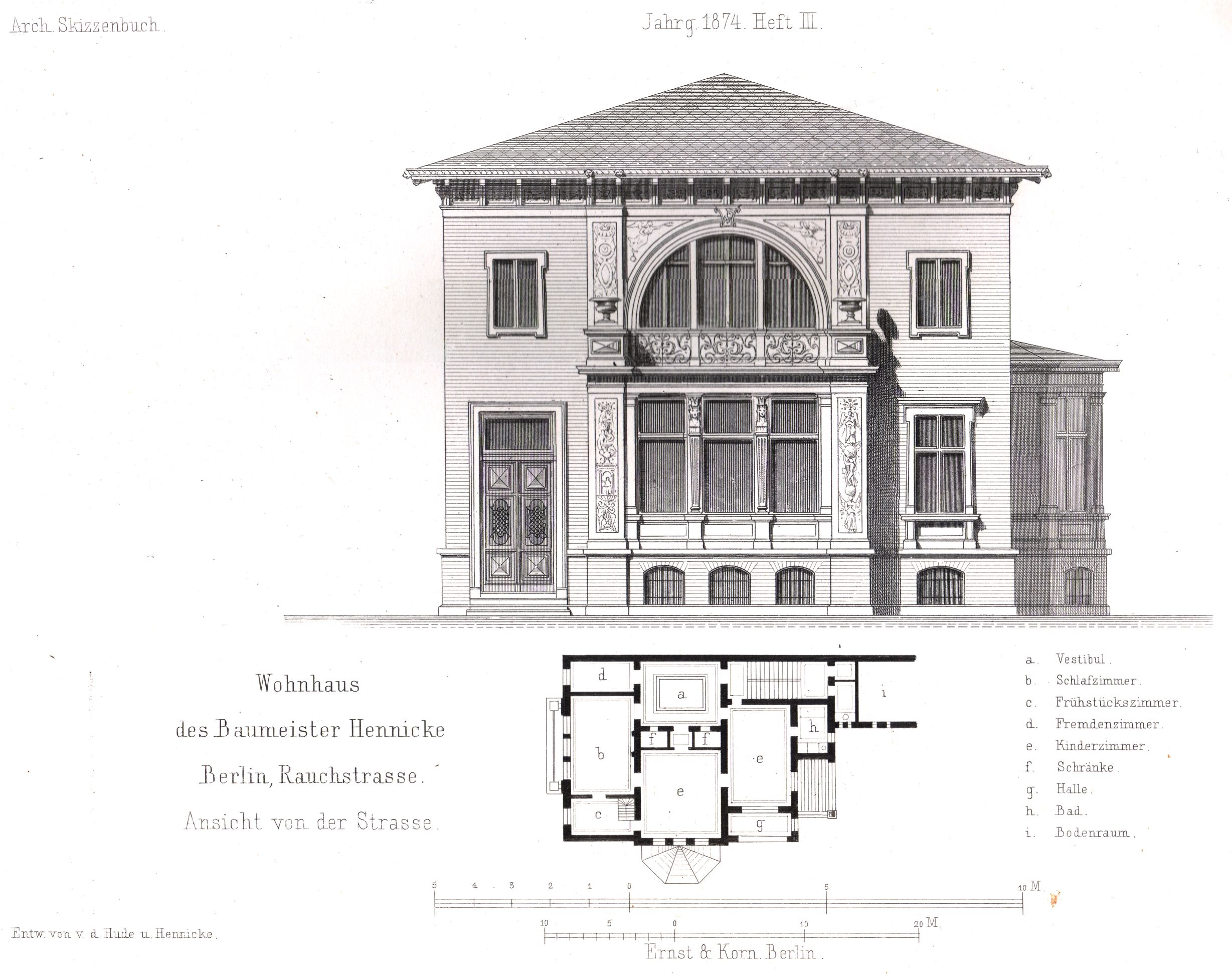
Villa Hennicke, Berlin – Hauptfassade und Grundriss Obergeschoss

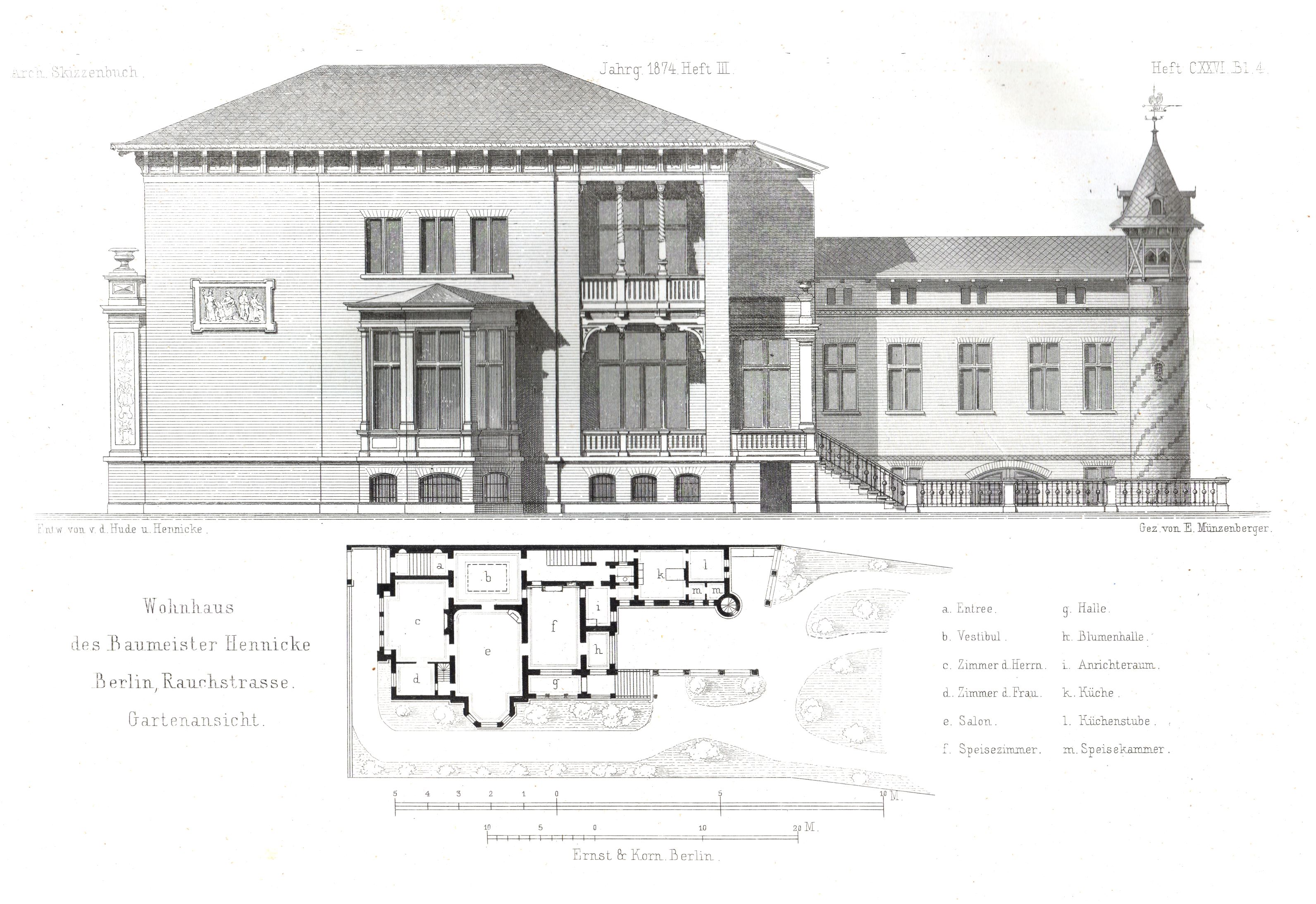
Villa Hennicke, Berlin – Hauptfassade und Grundriss Erdgeschoss

Julius Wilhelm Hennicke (* 6. August 1832 in Breslau; † 14. Oktober 1892 in Konstanz) war ein deutscher Architekt des Historismus.

## Leben
Julius Hennicke wurde am 6. August 1832 in Breslau geboren. Nach seinem Studium an der Berliner Bauakademie von 1855 bis 1859 gründete er mit dem Architekten Hermann von der Hude das Architekturbüro von der Hude & Hennicke und verwirklichte in diesem Rahmen als Privatarchitekt in Berlin zahlreiche Wohn- und Geschäftsbauten, Hotels und das Lessingtheater. Im Auftrag des Berliner Magistrats bereiste er 1865 Deutschland, Großbritannien, Frankreich, Österreich und die Schweiz zum Studium großstädtischer Schlachthäuser. Seine Erkenntnisse publizierte er 1866 im Bericht über Schlachthäuser und Viehmärkte in Deutschland, Frankreich, Belgien, Italien, England und der Schweiz im Verlag Ernst & Korn. Dagegen blieb sein Entwurf für den Schlacht- und Viehhof in Berlin nicht ausgeführt. In einer zweiten Publikation Mittheilungen über Markthallen in Deutschland, England, Frankreich, Belgien und Italien beschäftigte er sich 1881 mit der Architektur und Organisation von Markthallen. Kurz nach Auflösung des Architekturbüros im März 1892 starb Julius Hennicke am 14. Oktober 1892 in Berlin im Alter von sechzig Jahren.

## Bauten
Die Mehrzahl der Bauten hat Julius Hennicke im Rahmen der Firma von der Hude & Hennicke geschaffen, gemeinsam mit Hermann von der Hude. Sie sind im dortigen Werkverzeichnis aufgeführt. Werke außerhalb der Firma sind:
- 1859–1863: Bauleitung beim Bau der Berliner Börse, Burgstraße (Entwurf von Friedrich Hitzig)
- 1867–1868: Entwurf für den Schlacht- und Viehhof in Berlin (nicht ausgeführt)
- 1872–1873: Wohnhaus Köhne in Berlin, Voßstraße 21 (zerstört)

## Schriften
- Julius Hennicke: Bericht über Schlachthäuser und Viehmärkte in Deutschland, Frankreich, Belgien, Italien, England und der Schweiz. Berlin: Ernst & Korn, 1866.
- Julius Hennicke: Mittheilungen über Markthallen in Deutschland, England, Frankreich, Belgien und Italien. Auf Veranlassung des Magistrats des Königlichen Haupt- und Residenzstadt Berlin. Berlin, 1881.